# Ricco van Prooijen
Ricco van Prooijen (Nieuw-Vennep, 10 oktober 1973) is een Nederlands professioneel bridger. Hij is in 2011 met het Nederlandse bridgeteam wereldkampioen geworden en op het WK in 2019 is hij met het Nederlandse team 2e geworden. Zijn vaste bridgepartner is Louk Verhees Jr. In de huidige wereldranking staat van Prooijen op de 38e plaats.

## Prestaties

#### Eerste plaats
- Bermuda Bowl/WK Wuhan (2011)
- North American Bridge Championships
- Spingold (2009)
- Von Zedtwitz Life Master Pairs (2008)

(Niet volledig)

#### Runners-up
- WK Bridge 2019 Wuhan[4]
- World Team Olympiade (2004)
- North American Bridge Championships
- Vanderbilt Trophy (2013)

(Niet volledig)